# Flyspot Rocks
Die Flyspot Rocks (englisch für so viel wie Erhaschte Felsen, in Argentinien Islotes Patrignani) sind eine Gruppe bis zu 35 m hoher Klippenfelsen vor der Fallières-Küste des Grahamlands auf der Antarktischen Halbinsel. In der Marguerite Bay liegen sie 22 km nordwestlich der Terra Firma Islands. Auf ihrer Südseite sind sie im Gegensatz zur Nordseite vereist.
Die erste Sichtung geht vermutlich auf Teilnehmer der Fünften Französischen Antarktisexpedition (1908–1910) unter der Leitung des Polarforschers Jean-Baptiste Charcot im Jahr 1909 zurück. Luftaufnahmen, die am 1. Februar 1937 bei der British Graham Land Expedition (1934–1937) unter der Leitung des australischen Polarforschers John Rymill entstanden, dienten einer ersten groben Kartierung. Eine Landkarte, die im Zuge dieser Forschungsreise entstand, enthält ihren deskriptiven Namen. Der Falkland Islands Dependencies Survey nahm 1949 Vermessungen vor Ort vor. Der Hintergrund der argentinischen Benennung ist nicht überliefert.